# Општина Иловица
Општина Иловица (рум. Comuna Ilovița) је општина у жупанији Мехединци на југозападу Румуније. Седиште општине је насеље Иловица. Према попису из 2021. године имала је 1.238 становника.

## Географија
Општина Иловица се налази на југозападу Румуније у историјској области Олтенија. Простире се на површини од 73,53 . Границе општине су следеће:
- На северу — општина Чирешу
- На истоку — општине Извору Барзиј и Брезница-Окол
- На југоистоку — град Дробета-Турну Северин
- На југу — општина Кладово, Србија
- На југозападу — варош Оршава
- На северозападу — општина Топлец

## Становништво
| 1992. | 2002. | 2011. | 2021. |
| ----- | ----- | ----- | ----- |
| 1.613 | 1.428 | 1.316 | 1.238 |

Општина Иловица је према попису из 2021. године имала 1.238 становника што је за 78 мање (-5,93%) у односу на попис из 2011. на ком је било 1.316 становника.
На попису из 2021. већину становништва су чинили Румуни (94,18%).
| Етнички састав према попису из 2021.‍ | Етнички састав према попису из 2021.‍ | Етнички састав према попису из 2021.‍ | Етнички састав према попису из 2021.‍ | Етнички састав према попису из 2021.‍ |
| ------------------------------------ | ------------------------------------ | ------------------------------------ | ------------------------------------ | ------------------------------------ |
|                                      |                                      |                                      |                                      |                                      |
| Румуни                               | Румуни                               |                                      | 1.166                                | 94,18%                               |
| Непознато                            | Непознато                            |                                      | 72                                   | 5,82%                                |

### Насеља
Општина се састоји из три насеља, Бахна, Иловица и Моисешти. Седиште општине и највеће насеље је Иловица.
| Насеље          | Румунски назив | Становништво | Становништво |
| Насеље          | Румунски назив | 2011.        | 2021.        |
| --------------- | -------------- | ------------ | ------------ |
| Бахна           |                | 418          | 375          |
| Иловица         |                | 813          | 770          |
| Моисешти        |                | 85           | 93           |
| Општина Иловица |                | 1.316        | 1.238        |